# 1832 w sztukach plastycznych
Wydarzenia w sztukach plastycznych i wizualnych w 1832 roku.

## Urodzeni
- 6 stycznia – Gustave Doré (zm. 1883), francuski grafik, malarz, ilustrator i rzeźbiarz
- 23 stycznia - Édouard Manet (zm. 1883), francuski malarz i ilustrator
- 27 stycznia - Arthur Hughes (zm. 1915),  brytyjski malarz i ilustrator
- 21 lutego - Louis Maurer (zm. 1932), niemiecki litograf
- 4 marca - Samuel Colman (zm. 1920),  amerykański malarz, pisarz i projektant wnętrz
- 13 marca - Juan Antonio Benlliure Tomás (zm. 1906), hiszpański malarz
- 9 czerwca - Gustave Droz (zm. 1895), francuski malarz i pisarz
- 5 lipca - Pawieł Czistiakow (zm. 1919), rosyjski malarz i pedagog
- 17 lipca - Gédéon Baril (zm. 1906), francuski karykaturzysta, malarz, pisarz i ilustrator
- 20 lipca - James Renwick Brevoort (zm. 1918), amerykański malarz
- 27 lipca - Đura Jakšić (zm. 1878), serbski pisarz, dramaturg i artysta malarz
- 15 listopada - Hermann Ottomar Herzog (zm. 1932), amerykański malarz niemieckiego pochodzenia
- Nikiforos Litras (zm. 1904), grecki malarz

## Zmarli
- 9 stycznia - Karl von Kügelgen (ur. 1772), malarz
- 18 marca - Aleksander Orłowski (ur. 1777), polski rysownik, malarz i grafik
- 31 marca - Antoni Brodowski (ur. 1784), polski malarz
- 30 marca - Anton Blasch (ur. 1751), czeski malarz
- 18 kwietnia - Jan Wincenty Kopff (ur. 1763), polski malarz niemieckiego pochodzenia
- 22 kwietnia - Guillaume Guillon-Lethière (ur. 1760), francuski malarz
- 6 września - Charles Meynier (ur. 1768), francuski malarz
- 25 października - Asensio Julià (ur. 1760),  hiszpański malarz i grawer
- 15 listopada - Wilhelm Bendz (ur. 1804), duński malarz
- Anna Rajecka (ur. ok. 1762), polska malarka i rysowniczka